# Ala-Kastejärvi
Ala-Kastejärvi och Ylä-Kastejärvi är sjöar i Finland. De ligger i kommunen Karstula i landskapet Mellersta Finland, i den centrala delen av landet, 300 km norr om huvudstaden Helsingfors. Ala-Kastejärvi ligger 165,3 meter över havet. I omgivningarna runt Ala-Kastejärvi växer i huvudsak blandskog. Den är 2,4 meter djup. Arean är 67 hektar och strandlinjen är 8,5 kilometer lång. Sjön  ingår i Kymmene älvs huvudavrinningsområde. 